# 浅野丈夫
浅野 丈夫（あさの たけお、旧漢字表記：淺野 丈夫、1869年11月13日〈明治2年10月10日〉 - 没年不明）は、大日本帝国陸軍軍人。最終階級は陸軍少将。位階勲等功級は従四位勲三等功四級。

## 経歴・人物
茨城県出身。1891年（明治24年）陸軍士官学校第2期卒業。
1916年（大正5年）11月に陸軍歩兵大佐・福岡連隊区司令官を経て、1918年（大正7年）7月に歩兵第16連隊長（第13師団、歩兵第15旅団）に任官しシベリア出兵に従軍。ウスリーからザバイカル方面において討伐作戦を指揮した。その後、1921年（大正10年）6月に陸軍少将に進級と同時に待命、同年10月に予備役に、1928年（昭和3年）4月に後備役に編入した。
1947年（昭和22年）11月28日、公職追放仮指定を受けた。